# Stužica
Stužica est une réserve naturelle nationale des Carpates située à l’extrême nord-est de la Slovaquie à proximité du mont Kremenec aux frontières polonaises et ukrainiennes dans les Carpates orientales. Elle correspond à la vallée encaissée du torrent Stužická rieka qui coule sur le territoire de la municipalité de Nová Sedlica dans le massif de Bukovské vrchy. La réserve fait partie du parc national des Poloniny.
Le site est protégé depuis 1908. Il devient une réserve naturelle nationale en 1965. Ses limites actuelles datent de 1993 et couvrent une superficie de 761,49 ha[réf. nécessaire]. 
La raison de sa protection maximale (niveau 5)[Quoi ?] vient de la présence de forêts primaires de hêtres et de sapins ainsi que de la diversité des zones de végétation s’étageant de 620 jusqu’à 1.208 m. La protection s’étend aux prairies de montagne, les poloniny.
Depuis 2007 elle est inscrite au patrimoine naturel de l’UNESCO parmi les forêts primaires de hêtres des Carpates et d’autres régions d’Europe.